# Gorrino
Gorrino è un antico borgo che fa capo a un ampio territorio situato nelle Langhe nel comune di Pezzolo Valle Uzzone, in Piemonte.
Già Comune sino al 1928 quando, assieme a Torre Uzzone, confluì nel Comune di Pezzolo Valle Uzzone, la sua area corrisponde ai confini dell'attuale parrocchia di San Pietro Apostolo e un tempo di San Martino di Tours e comprende diverse località, a partire dai confini con la Provincia di Savona, in Liguria, e la Provincia di Asti, sino ai confini con Cortemilia.

## Monumenti e luoghi d'interesse

### Castello
L'antico borgo medioevale è situato a circa 700 m s.l.m., localmente definito "Castello" (o "in Castello - 'n Casté") dove sorge l'imponente mole di una dimora signorile tardo medioevale, in parte anche rimaneggiata, ma ancora fortemente connotata dalle strutture quattrocentesche, che ne sovrastano certamente altre più antiche.

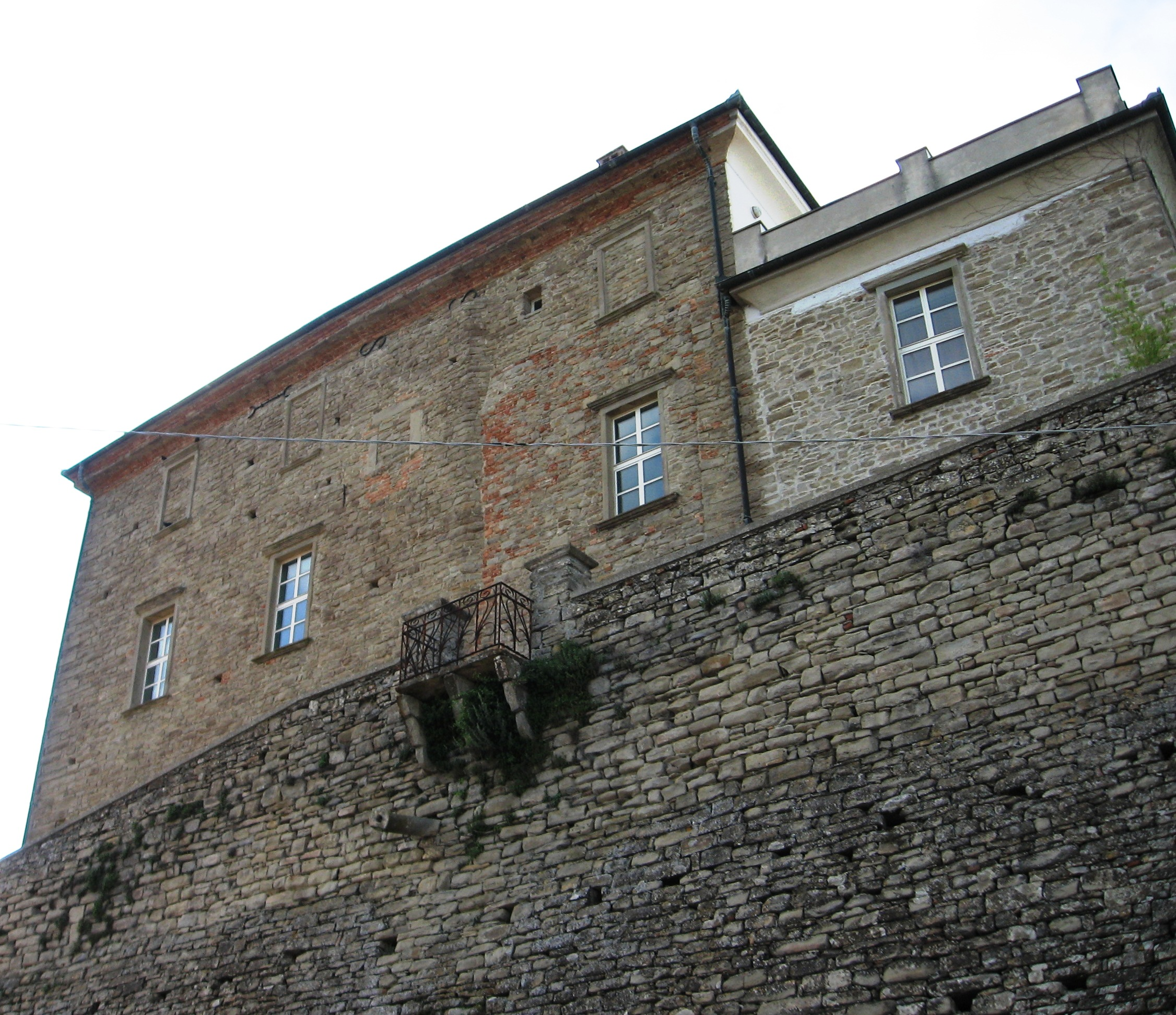
Il castello di Gorrino dalla piazza. Secolo XV.

### Chiesa di San Pietro
Un passaggio coperto congiunge il castello alla Parrocchiale di San Pietro ed in esso si apre l'arco d'accesso alla piazza da sud-est, recentemente restaurato (2009).
Nella chiesa, che il Casalis definisce, nel 1841, "di moderna e bella costruzione", presumibilmente completata nella seconda metà del Settecento, pur sorgendo sul probabile sito di quella che era la chiesa del borgo fortificato, una sorta di cappella comitale, è di sicuro interesse un tabernacolo (ciborio) in pietra, murato nel lato destro del coro verso l'abside- immagine.

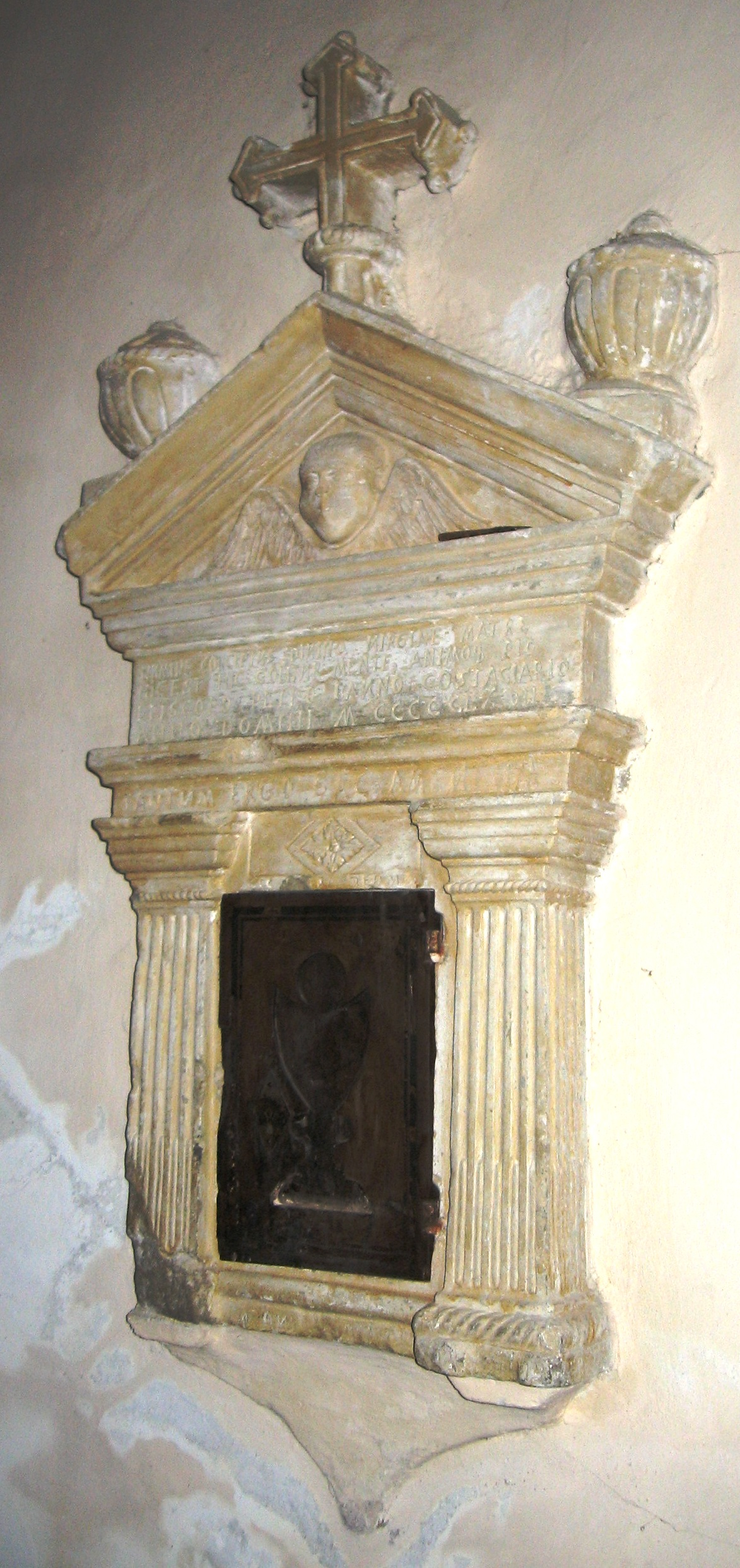
Ciborio in arenaria scolpita con epigrafe del luglio 1560, che ricorda la visita pastorale di Pietro Fauni, vescovo di Acqui dal 1558 al 1579.

 Oltre al grande dipinto absidale dell'800 dove Cristo consegna le chiavi e la cattedra a Pietro, vi sono tre altre tele, nelle cappelle laterali, entrambe in condizioni piuttosto precarie, nonostante la qualità originaria della realizzazione pittorica.

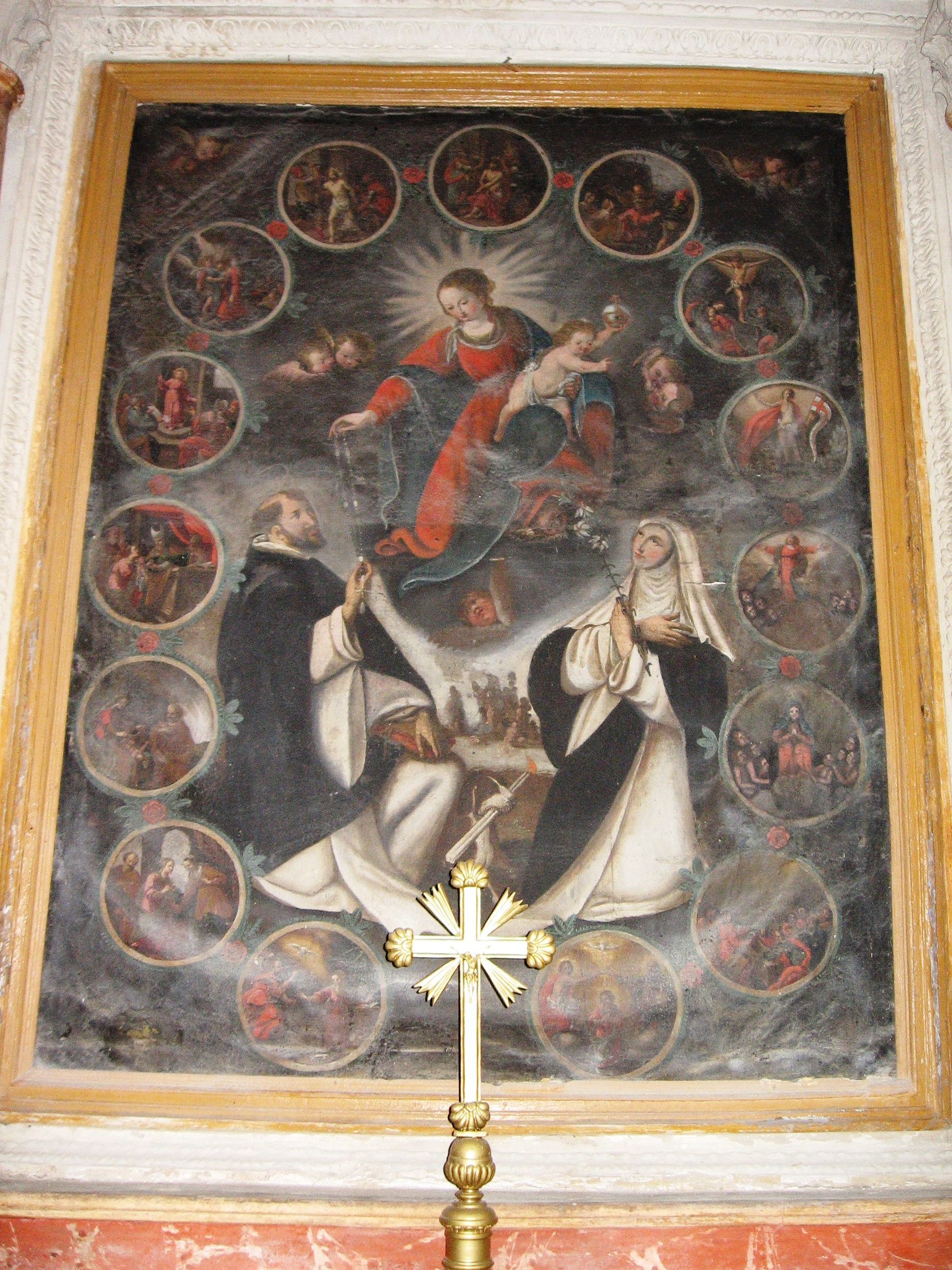
Gorrino. Parrocchiale. La Madonna del Rosario con i santi Domenico di Guzman e Caterina da Siena

 Nella cappella di sinistra la Vergine con i santi Rocco e Sebastiano, forse del XVIII secolo; a destra la Madonna del Rosario con i santi Domenico di Guzman e Caterina da Siena, attribuibile al secolo precedente. Meglio visibile in seguito alla nuova illuminazione, è, nella seconda cappella a destra dell'entrata, la tela della Madonna Assunta, in condizioni peggiori delle altre due. Di ispirazione tardo manierista, la composizione in cui la Vergine appare in una tipica "torsione" che simboleggia una riservata modestia e con abiti dagli amplissimi e lussureggianti panneggi.

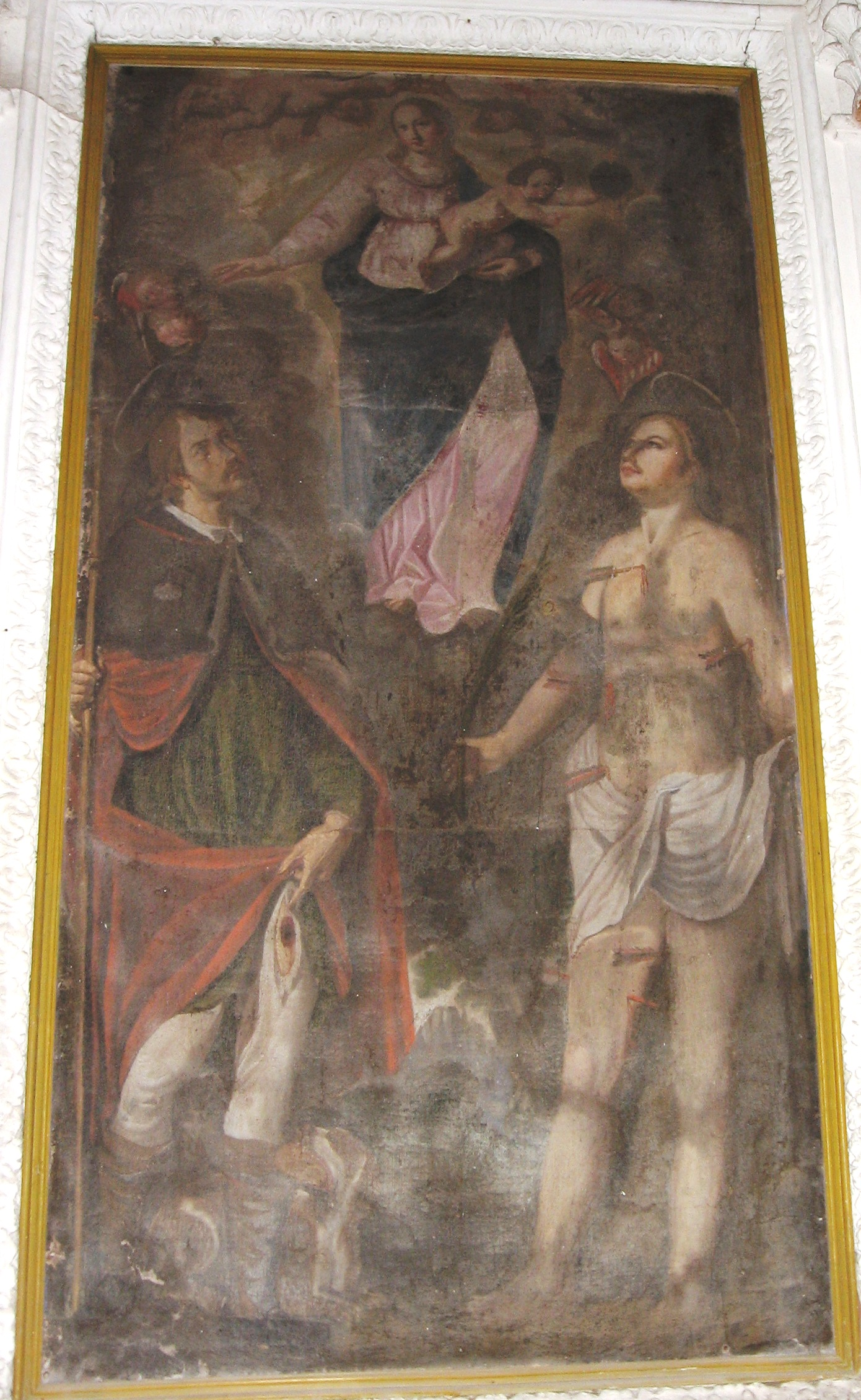
Gorrino. Parrocchiale. La Vergine con i santi Rocco e Sebastiano

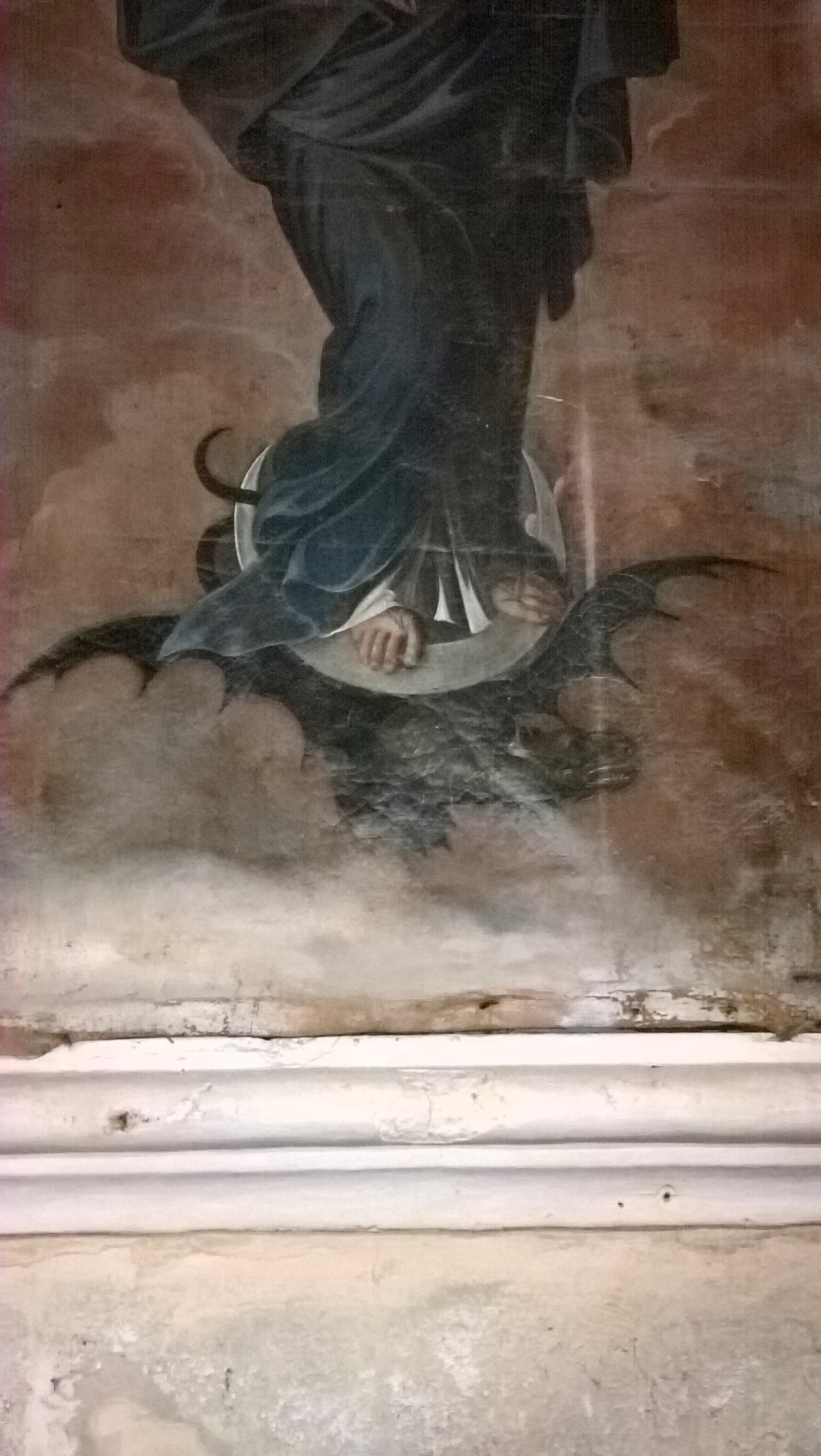
Immacolata Concezione o Madonna Assunta. Il particolare con la parte inferiore del dipinto. I piedi della Madonna poggiano sulla Luna al di sotto della quale è un drago con ali da pipistrello e fauci dentate, reminiscenza di quello descritto nel capo XII dell'Apocalisse di Giovanni cui il dipinto, come quasi tutti quelli che raffigurano l'Assunta, si ispira.

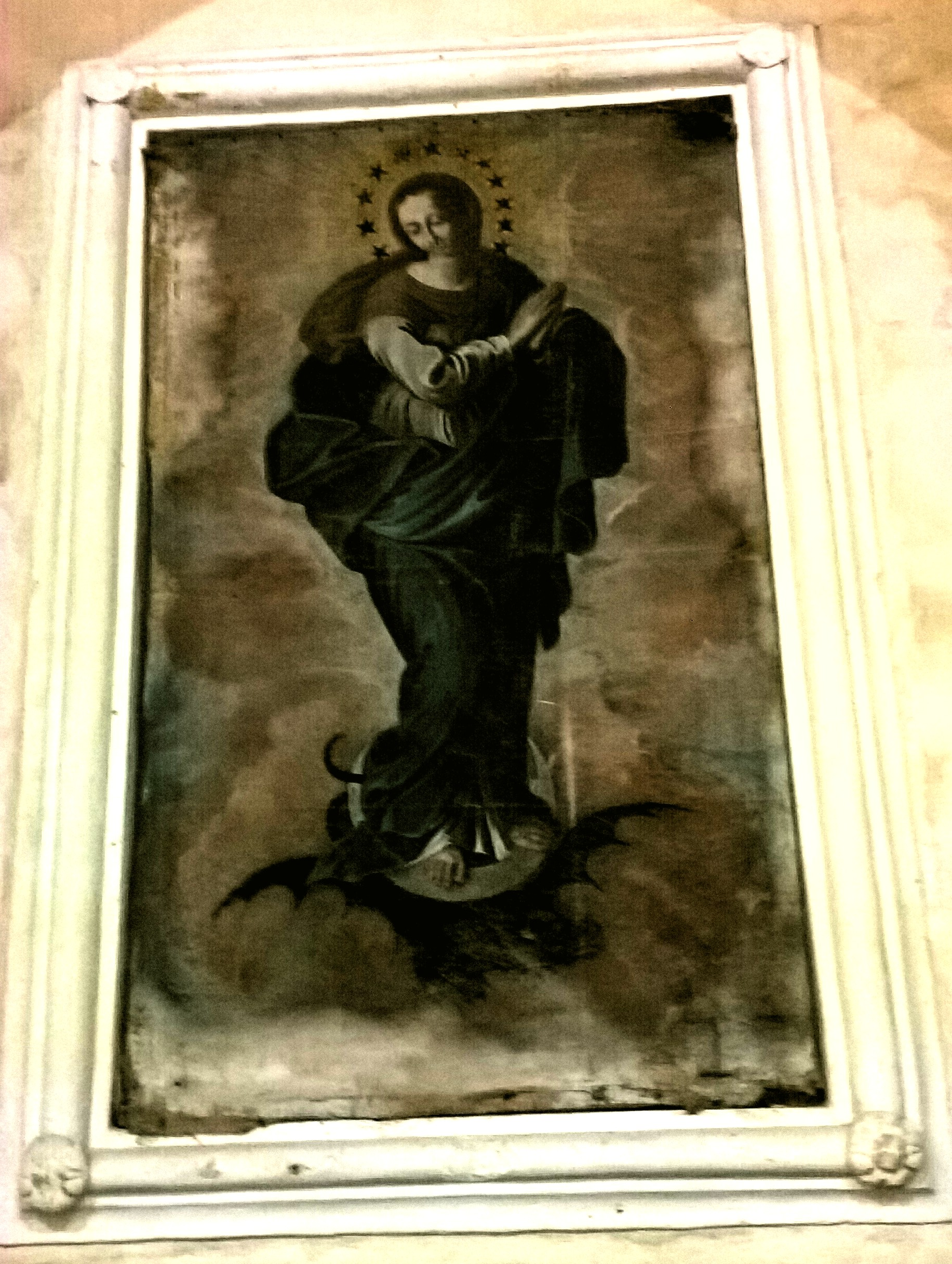
Immacolata Concezione o Madonna Assunta. La tela, di autore ignoto, presenta caratteristiche tardo manieristiche, eleganza e compostezza compositiva e modalità di rappresentazione coerenti con la tradizione, cultura e tecnica pittorica di buona qualità. Fenomeni di sbiadimento degrado e corruzione lungo i lati verticali e in quello di base.

Di tutte e tre le tele mancano notizie disponibili sugli autori.
Una via centrale costeggia antiche abitazioni e la chiesa confraternitale della Madonna di Loreto, (in cui era contenuta sino a non molti anni fa una preziosa statua lignea della Vergine di fattura arcaica) sino all'arco della Porta Fredda che apre all'accesso da nord-ovest, sulla Valle Uzzone e Cortemilia e dove, dall'esterno, è ancora visibile lo stemma gentilizio dei marchesi di Ponzone che tennero in signoria il piccolo feudo in epoca tardo medievale e forse sino al XVII secolo.

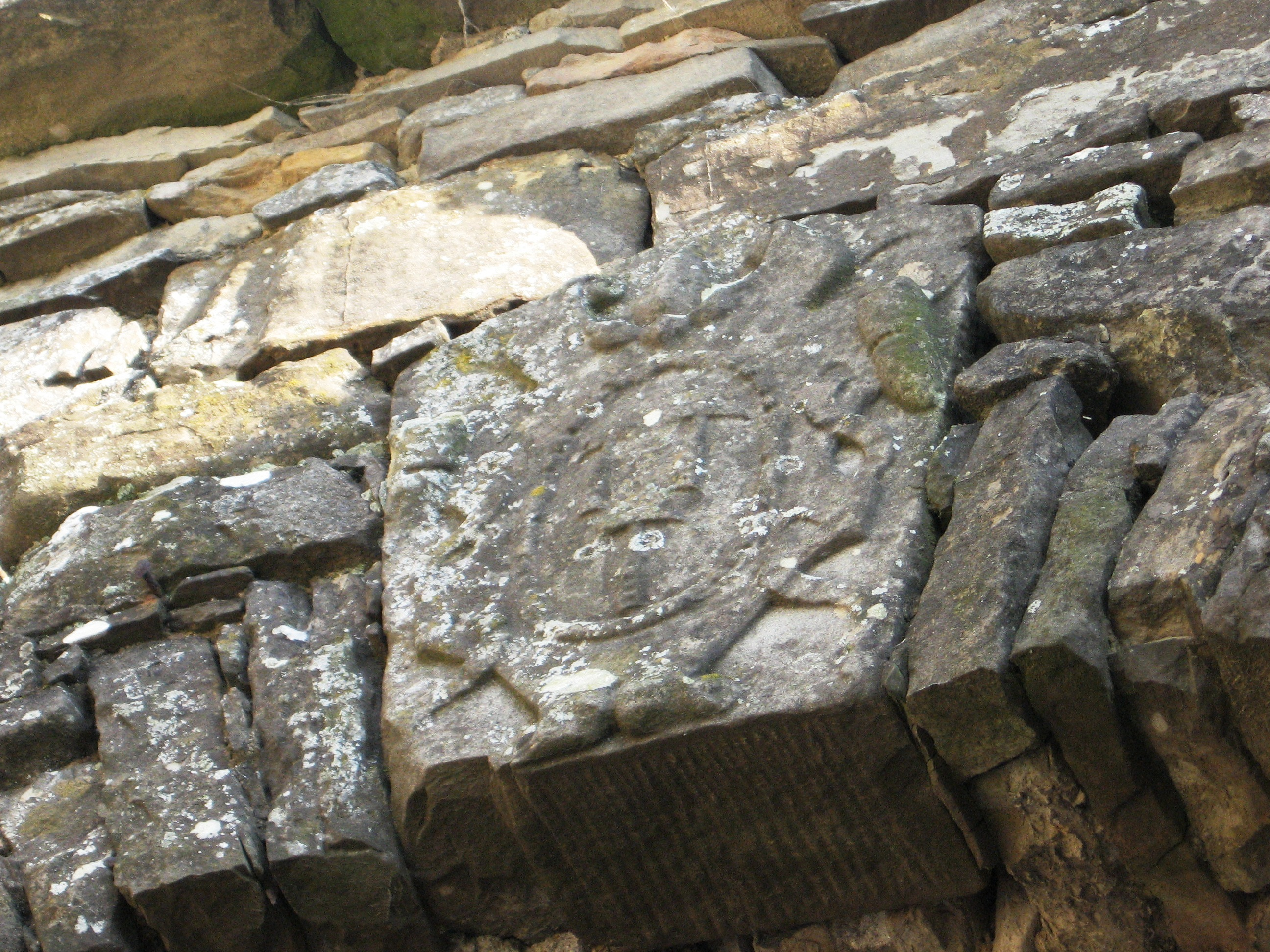
Stemma in pietra, di fattura barocca, dei Marchesi di Ponzone - Porta Fredda

Altre località di rilievo extra-muros e sparsi nel territorio sono Piovero, ricco di antichi edifici di edilizia rurale, verso Cortemilia, Pian delle Scandole, la cascina dei Cianazz, verso Serole, Puzacri, San Martino, Piansoprano (che ha le caratteristiche di un vero antico ricetto medievale restaurato dalla proprietà in tempi recenti), Piansottano, Moglie verso la valle Uzzone, così come diverse cascine antiche, Terre Rosse, Zebrino, La Rìana, Ponti, Case del Ghione, Case di Venanzino, il Vaj, Vacchetto, Cravotto, Varaldino, Varaldo, Giribaldi, Langa (cascina Zagaia).
Molte cappelle campestri, oltre alle numerose edicole devozionali, o piloni votivi, punteggiano il territorio: in posizione elevata vicino al castello la cappella dell'Annunciazione della Vergine, mentre a San Martino l'omonima cappella fu un tempo parrocchiale, e poi ancora San Bernardo, San Sebastiano, San Rocco. Tutti gli edifici, alcuni in condizioni non buone, ospitano affreschi dedicati al titolare, quasi sempre opere di "frescanti", pittori di mano popolare, ma ricchi di sensibilità coloristica e compositiva, che percorrevano nei secoli passati le terre dal Piemonte Settentrionale sino alla Liguria.

## Gli affreschi di San Sebastiano
La cappella campestre di san Sebastiano (localmente tutti questi edifici, nonostante le modeste dimensioni, sono chiamati “chiese”, in quanto in genere officiabili e capienti di un certo numero di fedeli) è situata sul versante della collina che sale al borgo medioevale di Gorrino (Castello) nel punto in cui si congiungono due antichi percorsi, ancora solidamente lastricati con larghe e spesse falde di arenaria (...via VI pedum lata, antica misura d'uso frequente, intorno ai due metri e mezzo...): quello che sale dal Bricchetto, sulla strada Provinciale 429, e quello che viene dal Castagnito, dall'altra cappella, San Martino (antica parrocchiale), per Pian Soprano. Sul territorio sono frequenti questi piccoli edifici posti su nodi viari: servivano, oltre che alle necessità liturgiche delle borgate, come punto di riferimento ai viandanti e luogo di sosta, riposo e meditazione. Quasi tutte le cappelle campestri del comune di Pezzolo risalgono con buona certezza al XVII secolo (sempre considerando la possibilità, sui siti, di probabili e assai più antichi luoghi di interesse cultuale). È il periodo in cui si afferma una diffusione capillare di costruzioni e di simboli sacri, sugli stimoli provenienti dalle grandi elaborazioni dottrinarie della controriforma per contribuire all'arricchimento e al consolidamento della cultura, e delle pratiche religiose nella popolazione. Accanto alla Vergine Maria, con o senza Bambino, sempre rappresentata, molti santi dedicatari si ripetono con frequenza. San Sebastiano e san Rocco, ma anche san Martino, san Michele, san Bovo, san Giacomo, sant'Antonio Abate. Santi quasi sempre uomini, santi spesso “defensores” contro calamità, pestilenze e carestie, ovvero “fautores” o "adjutores", per i buoni raccolti, l'abbondanza e la salute del bestiame ecc. Tra i primi, diffusissimi, Rocco, che guarisce dalla peste di cui mostra la piaga su una coscia, sempre raffigurato col cane che lo soccorse durante l'infermità (nel dialetto locale: ndafarà cume ‘r can ‘d San Roc), Sebastiano, che secondo alcune leggende, nonostante le innumerevoli trafitture, risana, per morire poi comunque martire, talvolta san Grato (protettore contro la grandine). Tra i secondi Bovo (per il suo nome, che deriva da bos, bue, e che ha come attributi un vessillo con quell'animale), Antonio abate, circondato spesso da animali domestici tra cui primeggiano i porcelli, ed altri pochi.
Questa chiesa di san Sebastiano presenta all'esterno un portale d'arenaria con la dedica, S.S. (Sancto Sebastiano) e O.P. (di difficile interpretazione) e nel registro inferiore la data, 1637 (con il “7” finale scolpito come una “z”), Li, 19 Mag(gio), inframmezzata dal cristogramma reso popolare da san Bernardino da Siena nel XV secolo, JHS, con l'H sormontata da una croce.
La cappella, che versava in condizioni di abbandono, è stata restaurata recentemente, nelle strutture e nella decorazione interna, ed ora può ripresentare, riportati alla loro condizione originaria, gli affreschi di cui fu dotata al tempo della sua costruzione o in epoche un poco successive. Il restauro ha coinvolto anche le immagini ma, sembra, con notevole rispetto di quelle originarie, che compongono un vero ed organico sistema pittorico/illustrativo, secondo gli antichi schemi della “teoria” di personaggi, di ascendenza addirittura paleocristiana e qui naturalmente rivisitati con sensibilità sei-settecentesca. Quasi certamente le mani dei pittori o frescanti furono diverse.

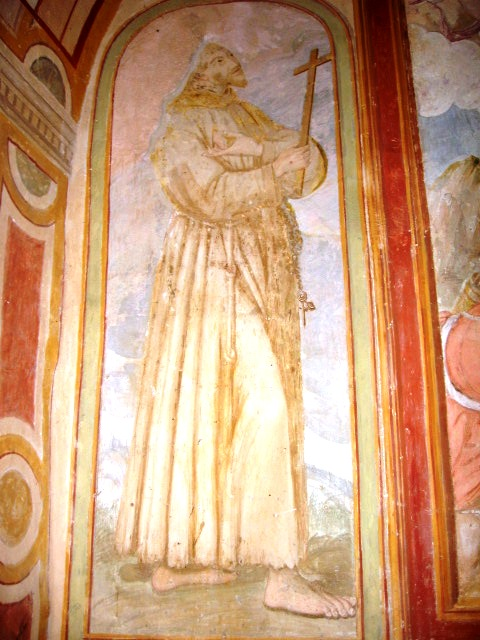
San Francesco d'Assisi

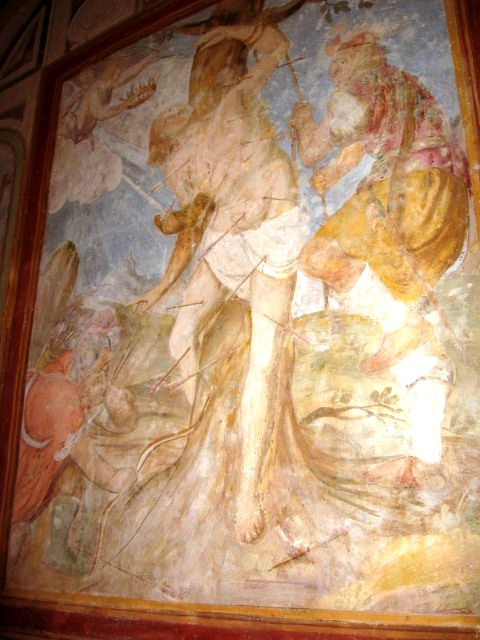
Il martirio di san Sebastiano

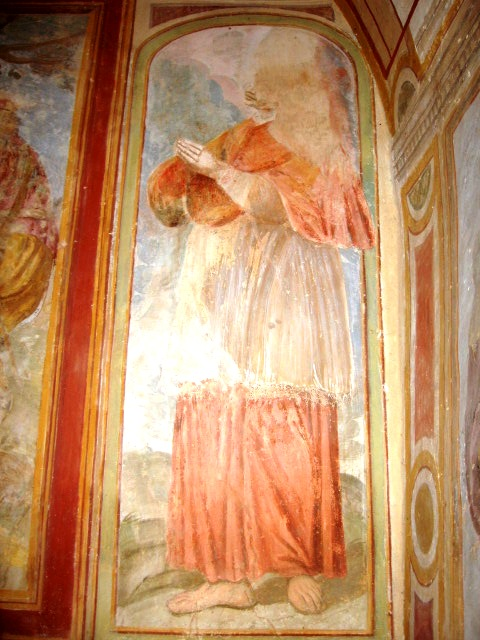
San Carlo Borromeo

Il martirio di san Sebastiano, sulla parete di fondo, è opera molto dinamica: il santo, col capo quasi innaturalmente rivolto in alto, già trafitto da numerose frecce riprende nella contorsione tragica delle membra la forma del tronco a cui un carnefice, in abito di foggia cinque-secentesca, lo sta ancora legando mentre un altro è chino a raccattare l'arco da terra. Un angelo scende vertiginosamente dall'angolo a sinistra portando la corona e la palma del martirio, su uno sfondo animato da nuvole e raggi e vigorosi cenni di paesaggio. L'affresco è, tra tutti, quello che sembra aver subito minori restauri, forse perché, come la Vergine nel registro superiore, era più integro rispetto ad altri episodi, pur presentando erosioni e dilavature. Inoltre sembra opera di un pittore meno esperto o più "popolare", mentre molto più raffinato, nei volti e nei panneggi, è il gruppo della Vergine che porge il petto al Bambino, e al quale sono rivolti gli sguardi dei santi del registro inferiore. Questo modo piuttosto inconsueto di raffigurare la Vergine, credo unico in una vasto territorio circostante, definito altrove "Madonna dell'abbondanza".

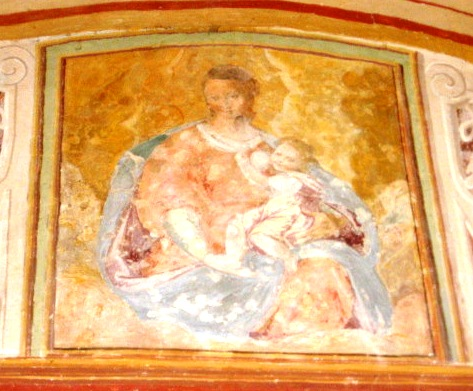
Parete di fondo. Registro superiore: la Madonna in trono che porge il petto al Bambino

 Sul soffitto un Dio Padre col capo circondato dal triangolo ed il globo, probabilmente oggetto di pesante ridipintura, si presenta tra tutti gli affreschi del ciclo il più rozzo ed approssimativo.

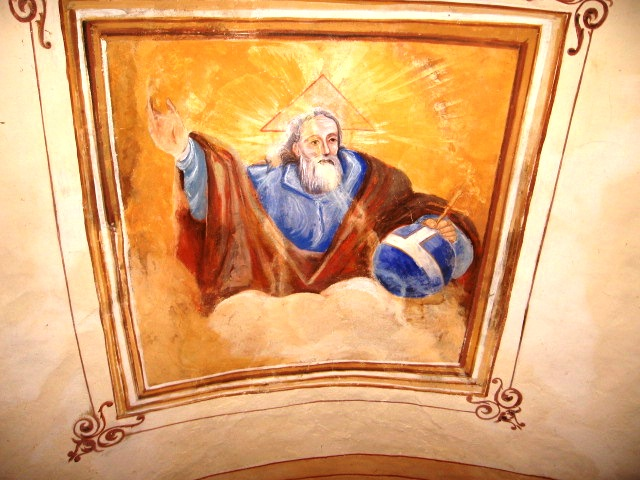
Soffitto. Dio Padre creatore.

 A sinistra dell'episodio di san Sebastiano è san Francesco d'Assisi, a destra san Carlo Borromeo: quest'ultimo, nonostante l'illeggibilità dell'affresco su buona parte del volto, sembra identificabile, oltre che dalla porpora cardinalizia, anche da mento e labbra, fisiognomicamente ricorrenti nell'iconografia dell'ascetico e severo presule, campione della controriforma in tutta l'area del nord Italia al tempo sottoposta all'influenza milanese.
I santi laterali, ciascuno in una propria “scena” incorniciata a tinte molto calde: giallo, rosso, ocra, porpora, sono raffigurati in modo realistico e sembrano di fattura più recente degli altri, specie nei volti, alcuni dei quali sensibilmente posteriori alla datazione complessiva della cappella. Sono, a destra san Giacomo Apostolo con sulla veste il simbolo della conchiglia del pellegrino ripetuto identico nel successivo san Rocco, sant'Antonio Abate, con la campanella e sull'abito la tau, ricorrenti nella sua iconografia, ed in cui la corrosione della parte inferiore ha cancellato il probabile porcellino, e san Rocco che mostra il bubbone della peste, col cane ai piedi. A destra sant'Andrea Apostolo che regge la tipica croce del suo martirio, l'unico che porti leggibile una scritta identificativa, san Giovanni battista ed un santo martire dai tratti molto fanciulleschi, con palma, libro sapienziale, che è quasi certamente il protomartire santo Stefano.

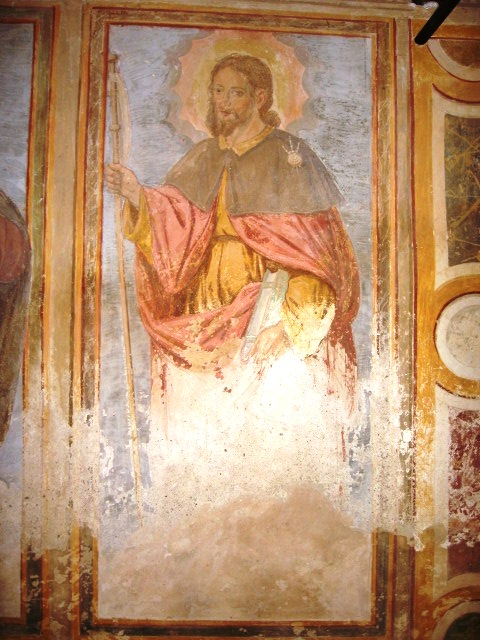
Parete di destra. San Giacomo Apostolo.
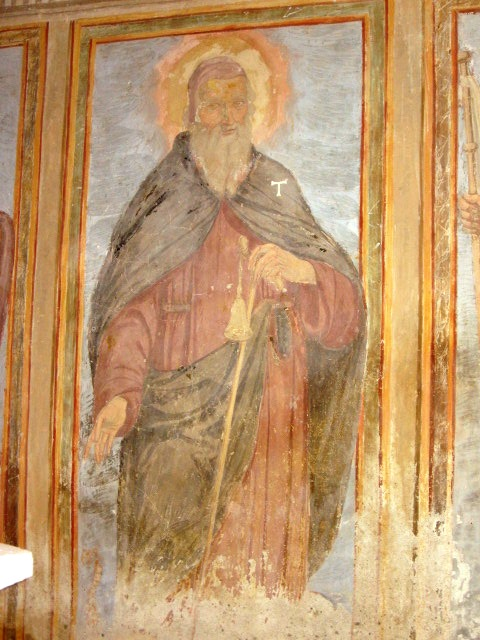
Parete di destra. Sant'Antonio Abate.
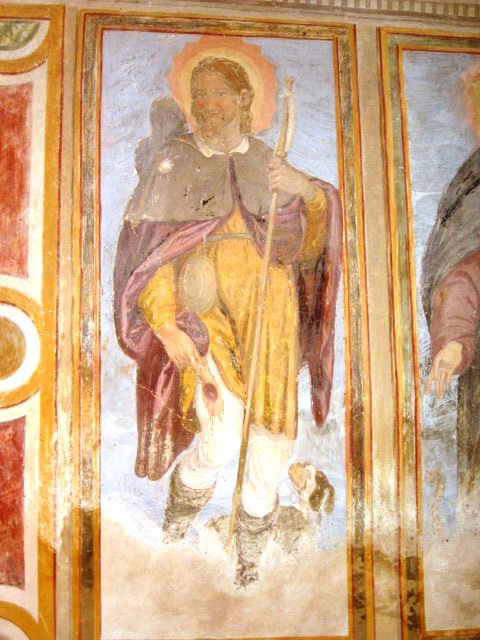
Parete di destra. San Rocco.
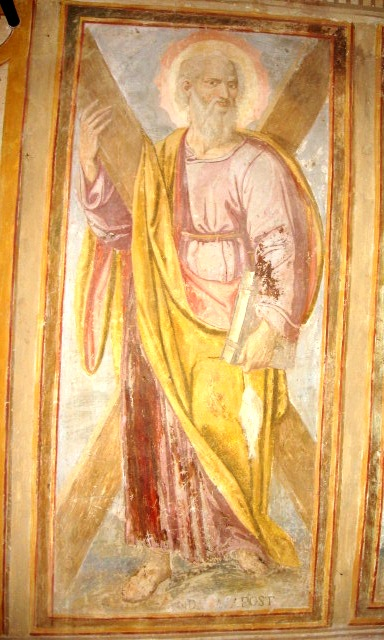
Parete di sinistra. Sant'Andrea Apostolo.
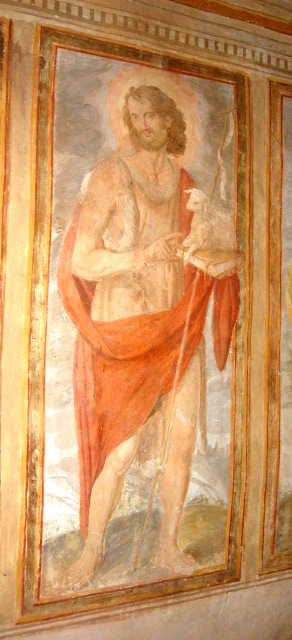
Parete di sinistra. San Giovanni battista.
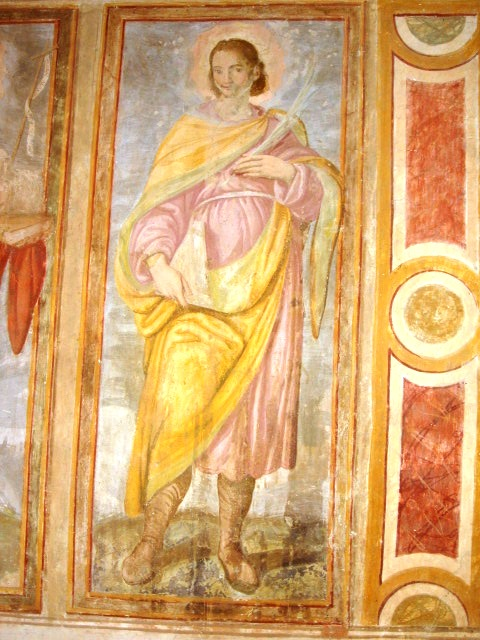
Parete di sinistra. Giovane martire (quasi certamente Santo Stefano, protomartire del 36) con palma e libro sapienziale.

Nonostante la probabile molteplicità degli esecutori e la quasi certa non coevità degli interventi, l'insieme pittorico si presenta unitario ed efficace, per l'omogeneità compositiva e le scelte cromatiche considerandone la ricchezza rapportata al relativo isolamento e alle piccole dimensioni dell'edificio. Il quale peraltro forse faceva parte di un sistema di chiese campestri (con san Bernardo, san Rocco, san Martino, l'Annunciazione) facenti capo ad un possibile insediamento francescano al Castagnito, nato o rinvigorito a seguito della predicazione di san Bernardino.
In questa voce sono rappresentati tutti gli affreschi della cappella di san Sebastiano, con immagini di dimensioni diverse, mentre nella realtà i santi sono raffigurati con le stesse proporzioni, nella sola sezione presbiterale, a misura di circa 3/4 del naturale.

## Memorie storiche
Nel Dizionario geografico-storico-statistico-commerciale [1841] Goffredo Casalis così descrive Gorrino (Le notizie fornite dal Casalis, nel suo prezioso e pressoché sterminato "Dizionario" furono elaborate sulla base dell'apporto di diversi collaboratori, presumibilmente distribuiti sul territorio, uomini di cultura, forse anche parroci ed abati.) 
Quattro ne sono le vie comunali per a Cortemilia, Serole, Cagna e Torre Uzzone. Quella, che scorge a Torre Uzzone è disastrosa; le altre si trovano in mediocre stato.
La loro lunghezza è di due miglia per l'antica strada, di tre e mezzo per la provinciale a Cortemiglia; di miglia tre per Serole e Cagna, di un miglio e mezzo per Torre Uzzone. Verso tramontana il territorio è bagnato dal torrente Uzzone valicato da tre pedali ( ndr.passerelle percorribili a piedi, in dialetto locale "pianche"): l'Uzzone non contiene pesci: è quasi sempre asciutto nell'estiva stagione.
II suolo è mezzanamente fecondo di grano, meliga, legumi, uve, e fornisce castagne in copia. Il principale commercio di questi abitanti, che è quello del fromento, delle castagne e del vino, si fa con Alba, Cortemiglia e Cairo.
La parrocchia di moderna e bella costruzione è dedicata a s. Pietro apostolo. Oltre la chiesa parrocchiale havvene un'altra nel capoluogo, per uso di confraternita. Fuori del recinto vi sono ancora le chiese della santissima Annunziata, di s. Sebastiano, di s. Martino, di s. Bernardo, e di s. Rocco.
Evvi una piazza. Il cimiterio giace nella prescritta distanza dall'abitato. Esiste tuttavia l'antico castello, ma non così ampio, come trovavasi nei tempi andati: serve ora di abitazione al parroco. Pesi e misure di Piemonte. Gli abitanti sono in generale di complessione robusta, ed attendono quasi tutti all'agricoltura.
Cenni storici. Questo paese è detto Gorina dal sommo pontefice Benedetto VIII in una sua bolla del 1014. Nell'anno medesimo l'imperatore Enrico confermando al monastero di Fruttuaria tutte le terre, che esso dapprima possedeva, nomina pure quella di Gorrino. Nella divisione degli Stati di Bonifacio marchese di Savona e del Vasto (1142) questo luogo venne compreso nel marchesato di Cortemiglia, e toccò a Bonifacio sestogenito dell'anzidetto Bonifacio.
Gli uomini di Gorrino nel 1197 partecipano ad un'alleanza tra i comuni di Asti e di Alessandria. Bonifacio di Gorrino sottoscrive un atto del 1209, con cui il marchese Ottone Del-Carretto vende alla repubblica d'Asti varie terre che erano sotto la giurisdizione di lui. Nel 1228 il marchese di Ponzone Bonifacio ricevette in retrofeudo dal marchese Enrico di Savona, diversi luoghi, fra cui vedesi quello di Gorrino; ed i suoi discendenti ne pigliarono il nome. Un altro Bonifacio detto di Gorrino, dottore di leggi, nel 1280 era giudice e vicario del marchese di Savona, mentre questi sedeva podestà in Asti.
Nel 1313 il comune d'Asti donò al marchese Oddone Del-Carretto, ed a Bonifacio suo figliuolo diversi castelli e paesi, fra i quali castrum, villam et jurisdictionem Gurrini. Verso la metà del secolo XVII il feudo di Gorrino passò ai nobili Claretta di Nizza, nella persona di Onorato, primo segretario, e consigliere di stato del duca di Savoja, i cui discendenti lo tennero poscia insieme con molti altri feudi.
Dei Ponzoni marchesi di Gorrino furono: Oliviero, che fioriva nel 1400, ed era cavaliere di Rodi. Pietro, commendatore di Malta verso il fine del secolo XVI.
Carlo dell'ordine di s. Domenico, che verso la metà del secolo XVII era inquisitore di Saluzzo.
Questo comune fu anche tenuto con titolo marchionale dai D'Angennes di Villarbasse.
Ebbe i natali in questo villaggio l'abate Giovanni Gallina, teologo, e professore di filosofia in Ferrara, ove cessò di vivere nel 1755, lasciando grande desiderio di sé.
Popolazione 603.»